# David Lindley

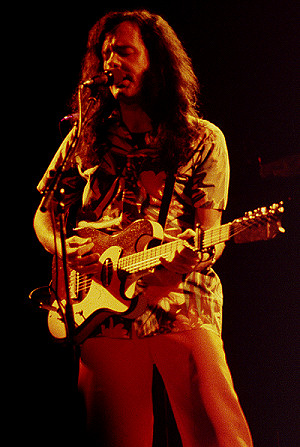
David Lindley während eines Konzertes in Oslo, 1981

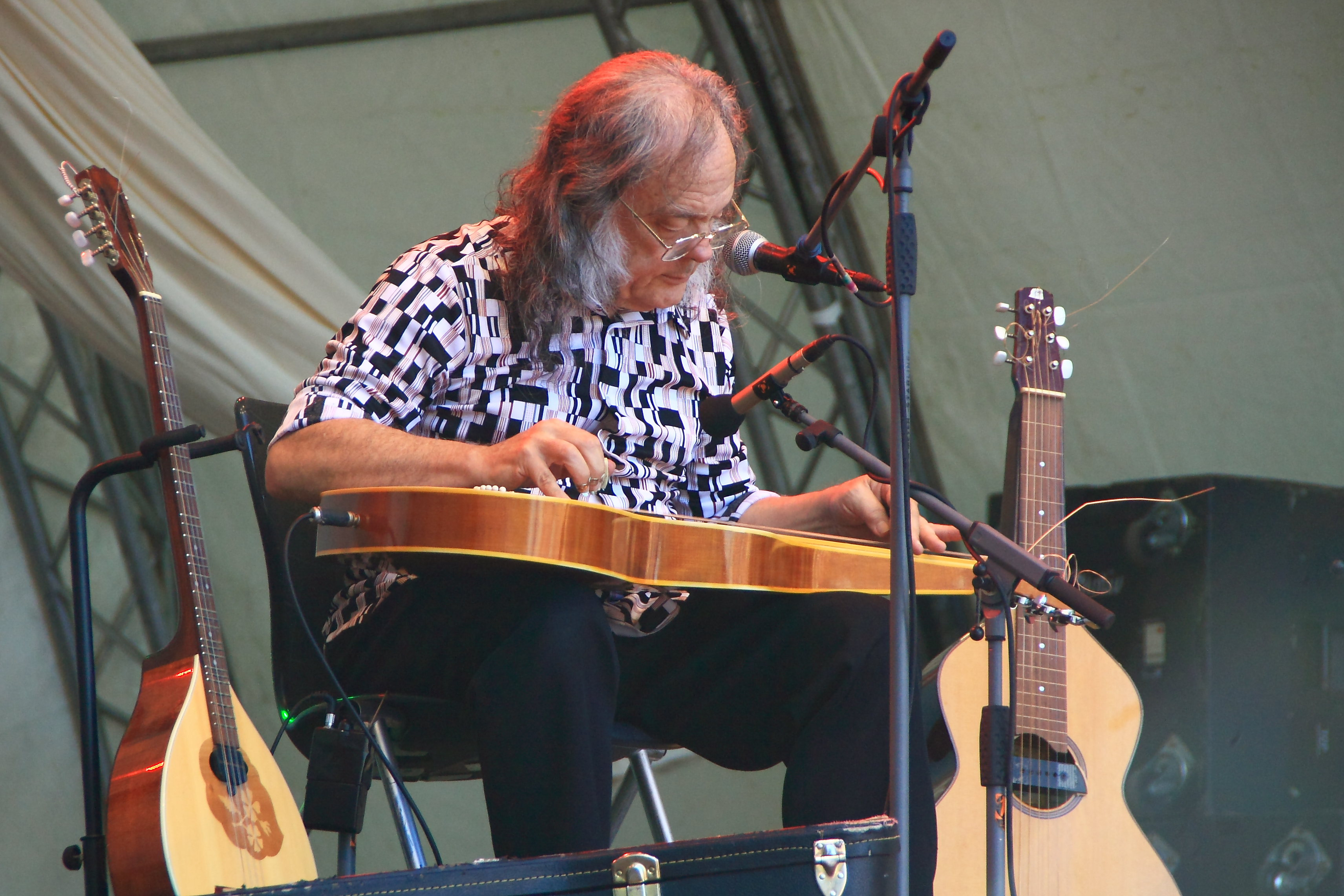
David Lindley mit seiner Weissenborn-Gitarre auf dem TFF Rudolstadt 2013

David Lindley (* 21. März 1944 in San Marino, Kalifornien; † 3. März 2023 in Claremont, Kalifornien) war ein US-amerikanischer Multiinstrumentalist und Sänger, der wegen seiner oft farbenprächtigen und ganz bewusst wenig geschmackvoll kombinierten Kleidung auch den Spitznamen „Prince of Polyester“ erhielt. Lindley galt als einer der führenden Slide-Gitarristen.

## Leben
Mit 14 begann er Gitarre zu lernen; als Jugendlicher spielte er Banjo und Fiddle und gewann etliche Male die Topanga Canyon Banjo und Fiddle Contests.
1966 gründete er zusammen mit Chris Darrow die Gruppe Kaleidoscope und machte die Popmusikwelt mit damals noch ungewöhnlichen Saiteninstrumenten wie Oud und Saz bekannt. Der große kommerzielle Erfolg blieb jedoch aus.
Von 1971 bis 1980 war er Bandleader und Gitarrist der Band von Jackson Browne und unregelmäßig Bestandteil der Session-Band The Section. Lindleys Spiel auf der Steel-Gitarre war ein prägendes Stilelement dieser Band. Danach gründete er seine eigene Band El Rayo-X.
Nach Problemen mit Plattenfirmen begann Lindley seine Platten selbst zu vermarkten und ging fortan meist alleine oder mit nur einem Begleiter, auch regelmäßig in Deutschland, auf Tournee. 2006 tat er dieses mit Jackson Browne.
Mit dem in Jordanien geborenen Percussionisten Hani Naser nahm er bis 1990 Platten auf, unter anderem Official Bootleg. Anschließend war er mit Wally Ingram, ebenfalls einem Percussionisten, unterwegs und spielte unter anderem die Platte Twango Bango Deluxe ein.
Nebenbei arbeitete Lindley viel als Studiomusiker. So nahm er mit Ry Cooder die Alben Bop till You Drop und The Long Riders, mit Bob Dylan das Album Under the Red Sky, mit Iggy Pop das Album Brick By Brick, zwischen 1975 und 1995 vier Alben mit Rod Stewart und mit Henry Kaiser die Alben A World out of Time (in Madagaskar) und The Sweet Sunny North (in Norwegen) auf. Lindley begleitete musikalische Größen wie Leonard Cohen, Linda Ronstadt, James Taylor und Warren Zevon.

## Diskographie (Auswahl)
- 1981: El Rayo-X
- 1982: Win This Record
- 1983: El Rayo Live
- 1985: Mr. Dave
- 1988: Very Greasy
- 1992: A World out of Time
- 1993: Playing Real Good
- 1994: The Sweet Sunny North (Shanachie Records)
- 1995: Playing Even Better
- 1995: Song of Sacajawea (Rabbit Ears)
- 1998: Official Bootleg I
- 1998: Official Bootleg II
- 2000–2004: Twango Bango (4-fach-CD mit Wally Ingram)
- 2008: David Lindley – Big Twang
- 2010: Love Is Strange (mit Jackson Browne)